# WC (rappare)
William L. Calhoun Jr., mest känd under artistnamnet WC (uttalas Dub-C), född 9 augusti 1970 i Houston, Texas, är en amerikansk rappare. Han har varit med i hiphop-grupperna WC and the Maad Circle, Low Profile och Westside Connection.
2005 gick han till Ice Cubes skivbolag Lench Mob Records, där han släppt två soloskivor: Guilty by Affiliation (2007) och Revenge of the Barracuda (2011). 
Han föddes i Houston i Texas, men växte upp i South Central i Los Angeles. Han har varit med i det kriminella gänget Crips.[källa behövs]

## Diskografi

### Studioalbum
- 1998 – The Shadiest One
- 2002 – Ghetto Heisman
- 2007 – Guilty by Affiliation
- 2011 – Revenge of the Barracuda

## Filmografi (urval)
- 1995 – Friday
- 1999 – Thicker Than Water